# Codex Claromontanus
El Codex Claromontanus (Gregory-Aland no. Dp/06) és un manuscrit uncial del segle vi del Nou Testament. Està escrit en grec i Llatí, sobre pergamí, amb lletres uncials, i es conserva a la Biblioteca Nacional de França (Grec 107).
El còdex conté 533 fulles de pergamí (24,5 x 19,5 cm) i conté els Epístoles Paulines. El text està escrit en una sola columna, i 21 línies per columna.